# James H. Duncan

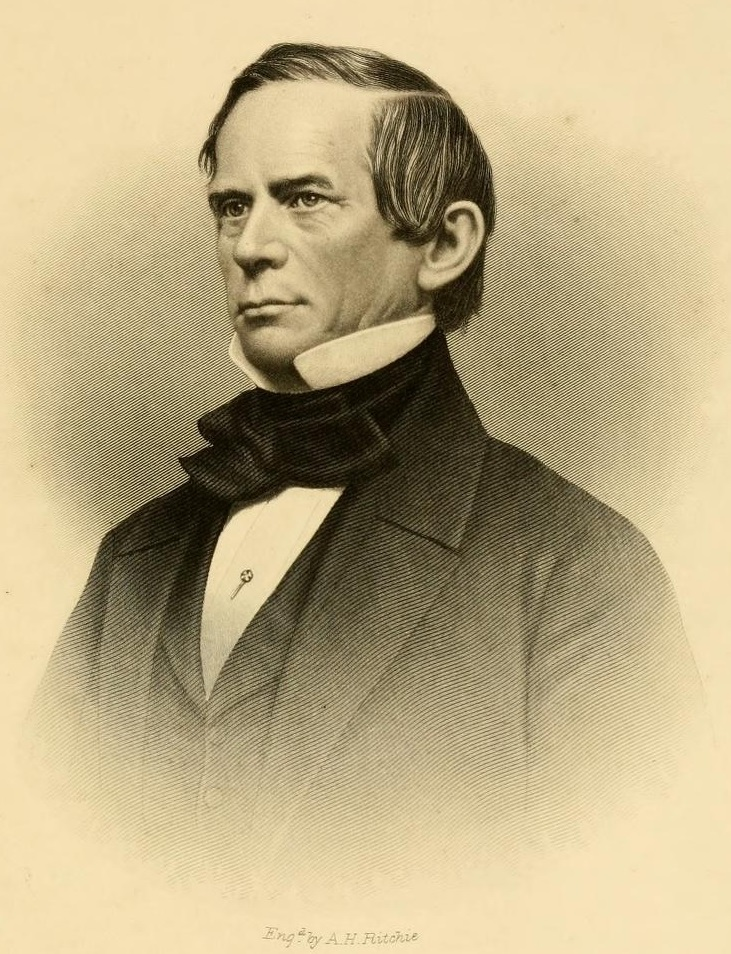
James H. Duncan

James Henry Duncan (* 5. Dezember 1793 in Haverhill, Essex County, Massachusetts; † 8. Februar 1869 ebenda) war ein US-amerikanischer Politiker. Zwischen 1849 und 1853 vertrat er den Bundesstaat Massachusetts im US-Repräsentantenhaus.

## Werdegang
James Duncan besuchte die Phillips Exeter Academy in New Hampshire und studierte danach bis 1812 an der Harvard University. Nach einem anschließenden Jurastudium und seiner 1815 erfolgten Zulassung als Rechtsanwalt begann er in Haverhill in diesem Beruf zu arbeiten. Duncan war auch Mitglied der Staatsmiliz von Massachusetts, in der er bis zum Oberst aufstieg. Außerdem fungierte er zwischenzeitlich als Präsident der Essex Agricultural Society. Gleichzeitig schlug er eine politische Laufbahn ein. In den Jahren 1827, 1837, 1838 und 1857 war er Abgeordneter im Repräsentantenhaus von Massachusetts. Zwischen 1828 und 1831 gehörte er dem Staatssenat an. Er wurde Mitglied der Mitte der 1830er Jahre gegründeten Whig Party. Im Dezember 1839 war er Delegierter zur Whig National Convention in Harrisburg, auf der William Henry Harrison als Präsidentschaftskandidat nominiert wurde. 1841 wurde er Beauftragter für Konkursverfahren (Commissioner in Bankruptcy).
Bei den Kongresswahlen des Jahres 1848 wurde Duncan im dritten Wahlbezirk von Massachusetts in das US-Repräsentantenhaus in Washington, D.C. gewählt, wo er am 4. März 1849 die Nachfolge von Amos Abbott antrat. Nach einer Wiederwahl konnte er bis zum 3. März 1853 zwei Legislaturperioden im Kongress absolvieren. Diese waren von den Diskussionen um die Sklaverei im Vorfeld des Bürgerkrieges geprägt. Nach dem Ende seiner Zeit im US-Repräsentantenhaus arbeitete Duncan in der Immobilienbranche. Er starb am 8. Februar 1869 in seinem Heimatort Haverhill.